# Andrej Panadić
Andrej Panadić (n. Zagreb, Croacia; 9 de marzo de 1969) es un futbolista croata que se desempeñaba como defensor.

## Clubes
| Club             | País     | Año         |
| ---------------- | -------- | ----------- |
| Dinamo Zagreb    | Croacia  | 1988 - 1994 |
| Chemnitzer FC    | Alemania | 1994 - 1996 |
| KFC Uerdingen 05 | Alemania | 1996 - 1997 |
| Hamburgo S.V.    | Alemania | 1997 - 2001 |
| SK Sturm Graz    | Austria  | 2002        |
| Nagoya Grampus   | Japón    | 2002 - 2004 |